# 藍橙鏢鱸
藍橙鏢鱸為輻鰭魚綱鱸形目鱸亞目河鱸科鏢鱸屬的其中一種，該物種分布於美國肯塔基州的Pond河流域，體長可達5.4公分，棲息在礫石底質的溪流。